# Foodora
A Foodora.hu a Delivery Hero Hungary Kft. tulajdonában lévő online ételrendelési portál márkaneve 2023 májusától. Célja, hogy összegyűjtse a házhoz szállítást kínáló éttermeket és a rendelők számára minél egyszerűbbé tegye az ételrendelést.

## A Delivery Hero Hungary Kft. anyavállalata
A  Delivery Hero Hungary Kft. cég anyavállalata a Luxemburgban bejegyzett Emerging Markets Online Food Delivery Holding S.à.r.l.

## Története

### A NetPincér.hu
A NetPincér.hu-t 1999-ben kollégiumi vállalkozásként indította el Csontos Zoltán és Perger Péter. A két alapító a szájhagyomány szerint megunta, hogy mindig csak a közös telefonon keresztül tudtak pizzát rendelni, és a rendelések nem is mindig jutottak el a címzetthez, mivel más kollégisták megvették azokat a futártól már a liftnél vagy a folyosón. 
Az 1999-es indulásnál 5 budapesti étterem csatlakozott, 2000-re már 10-12 étterem, főleg pizzázó volt a rendszerükben, 2002-re pedig már napi 200 rendelést adtak le a NetPincér felületén keresztül. Hiába volt a NetPincér egy működő weboldal, akkoriban a háztartások és konyhák nagy részében még nem is volt bevezetve az internet. Ezt a kezdeti nehézséget úgy oldották meg, hogy a weboldalon beérkező megrendelést telefon alapú szolgáltatáson keresztül ("csipogókon") küldték tovább az éttermeknek. További probléma volt azonban, hogy a konyhák pincében való elhelyezkedésük miatt nem volt megfelelő térerő, így az éttermeknek sokszor antennákat kellett kivezetniük az utcára, hogy fogni tudják a jeleket. 
A kezdeti nehézségeken túllendültek, a hazai ételrendelési piaccal együtt folyamatosan fejlődtek. Az online kereskedelem piacán egykor úttörőnek számító vállalkozás piacvezetővé vált Magyarországon.
2003-tól Európa több országában is megjelentek, Ausztriában NetKellner.at néven működtettek weboldalt, azonban nem sikerült a hazaihoz hasonló sikereket elérni az évek során.
Az Igazságügyi Minisztérium nyilvános adatbázisa szerint a vállalat nettó árbevétele 2013-ban 6 százalékkal 455,2 millió forintra emelkedett 2012-es évhez képest. Mérleg szerinti eredménye 2013-ra ugyanakkor több mint 90 százalékkal, 2,6 millió forintra esett egy év alatt.
A mérleg szerinti eredmény csökkenésének oka az volt, hogy a tulajdonosok a 132,6 millió Ft adózott eredményből 130 millió forint osztalékot felvettek. Az adózott eredmény nagysága pedig az előző évhez hasonló volt, és ez mutatja a cég töretlen sikerességét. A cég 2014-ben napi közel 10 000 rendelést közvetített, és évi mintegy 6 milliárd forint forgalmat bonyolított.

### A Foodpanda tulajdonában
2014 decemberében jelentették be, hogy a Foodpanda felvásárolta a NetPincért, több más Közép- és Délkelet-Európában működő ételszállítási céggel egyetemben. A vállalat Szerbiában, Bosznia-Hercegovinában és Montenegróban felvásárolta a Donesit, míg Horvátországban a Pauza cégeket, tovább erősítve a vállalt pozícióját a közép-kelet-európai régió hat országában. 2016 végén a Foodpanda a Delivery Hero tulajdonába került.
2021 októberétől a szolgáltatás neve foodpanda lett. A tulajdonos maradt, csak az arculat és a márkanév változott. A felhasználók bármelyik olyan országban használhatják ugyanazt az alkalmazást, ahol a foodpanda jelen van.
2023. május 1-től a szolgáltatás ismét nevet váltott, új neve a foodora lett, mely nevet a szolgáltatás Svédországban, Norvégiában, Dániában és Finnországban már eddig is használta.

#### Magyarország Kedvenc Étele
2010-ben nagyszabású kampányt indítottak, melynek célja a magyar gasztronómia népszerűsítése volt. A szavazáshoz a szakmai segítséget a Magyar Nemzeti Gasztronómiai Szövetség biztosította. A felmérés eredményeként Magyarország kedvenc ételei az Újházi-tyúkhúsleves, a töltött káposzta és a madártej lettek. Az ételek népszerűsítésére receptfilmek is készültek Kovács Lázár és Kaszás Géza közreműködésével, valamint a szavazáson szereplő ételek receptjeivel szakácskönyvet is megjelentettek.

## A Foodora díjai, elismerései
A Foodora  az alábbi díjakat, elismeréseket kapta:
- 2009 – Az Év Innovatív Kereskedője
- 2010 – A „Jövő ígérete” díj (Ernst & Young)
- 2011 – Az ország boltja: Népszerűségi díj 1. helyezett
- 2011 – Deloitte Technology Fast 50 – 2. hely
- 2012 – Magyar Brands díj
- 2013 – Az Év Honlapja: Minőségi díj